# Ruth Hálová
Ruth Hálová, rozená Adlerová (26. února 1926 Český Krumlov – 28. dubna 2020 Holubov) byla česká mikrobioložka, amatérská malířka a jedno z tzv. Wintonových dětí.

## Život

### Dětství
Narodila se jako druhorozená dcera do rodiny Leopolda Adlera a jeho manželky Zdeňky, rozené Kohnové. Matka pocházela z české rodiny, otec z německy mluvící židovské rodiny. Její sestra Eva byla o 5 let starší. Když bylo Ruth deset měsíců, její otec zemřel. Matka poté pracovala ve Spirově továrně jako sekretářka a o domácnost se starala babička Marie Kohnová.
Vlivem vzrůstajících protižidovských nálad byla její rodina nucena se přestěhovat z Českého Krumlova nejprve do Protivína a poté do Prahy. Matka se dozvěděla o akci Nicholase Wintona a oběma dcerám vymohla zařazení do tzv. Wintonova vlaku. Původní plán byl do Anglie přepravovat celé židovské rodiny. Ukázalo se však, že to nebude proveditelné. Přistoupilo se tedy k tomu, že zachraňovány budou pouze židovské děti. Ruth odjela 29. června 1939 z pražského Wilsonova nádraží, sestra Eva odjela vůbec posledním Wintonovým vlakem 2. srpna 1939 z Wilsonova nádraží do Londýna.

### Ve Velké Británii
Ruth se ujala rodina Jonesových v Shirley u Birminghamu. Od roku 1940 navštěvovala obecnou školu, poté přešla na střední školu v Rugby. V té době se o Ruth staralo více anglických rodin a Ruth mezi nimi pendlovala. Ruth po ukončení střední školy a získání nižší maturity pokračovala ve studiu na československé škole ve Walesu, kde v dubnu 1945 složila maturitu.

### Návrat do vlasti
24. září 1945 se Ruth vrátila do Československa. Její matka přečkala válku v Terezíně. Po válce Ruth Hálová vystudovala mikrobiologii na přírodovědecké fakultě Univerzity Karlovy v Praze, studia skončila v roce 1952. Poté pracovala v diagnostické laboratoři nemocnice v Motole, dále v sanatoriu v Karlových Varech a v Ústí nad Labem. Později se přestěhovala do rodných jižních Čech a až do své smrti žila v Holubově u Českého Krumlova.

### Pozdější život
S prvním manželem Ing. Hanušem Eisnerem se setkala v roce 1946, brali se v listopadu 1947 v Praze. Koncem prosince 1948 se jim narodil syn Petr, za tři roky poté se narodila dcera Hana. Od svého muže nakonec pro neshody odešla. Na vernisáži dětských kreseb se seznámila s mladým houslistou Milanem Hálou, brali se 25. února 1965. Strávili spolu 41 let. V důchodu začala jako samouk malovat a v roce 2015 měla samostatnou výstavu obrazů v krumlovské synagoze.

## Citáty

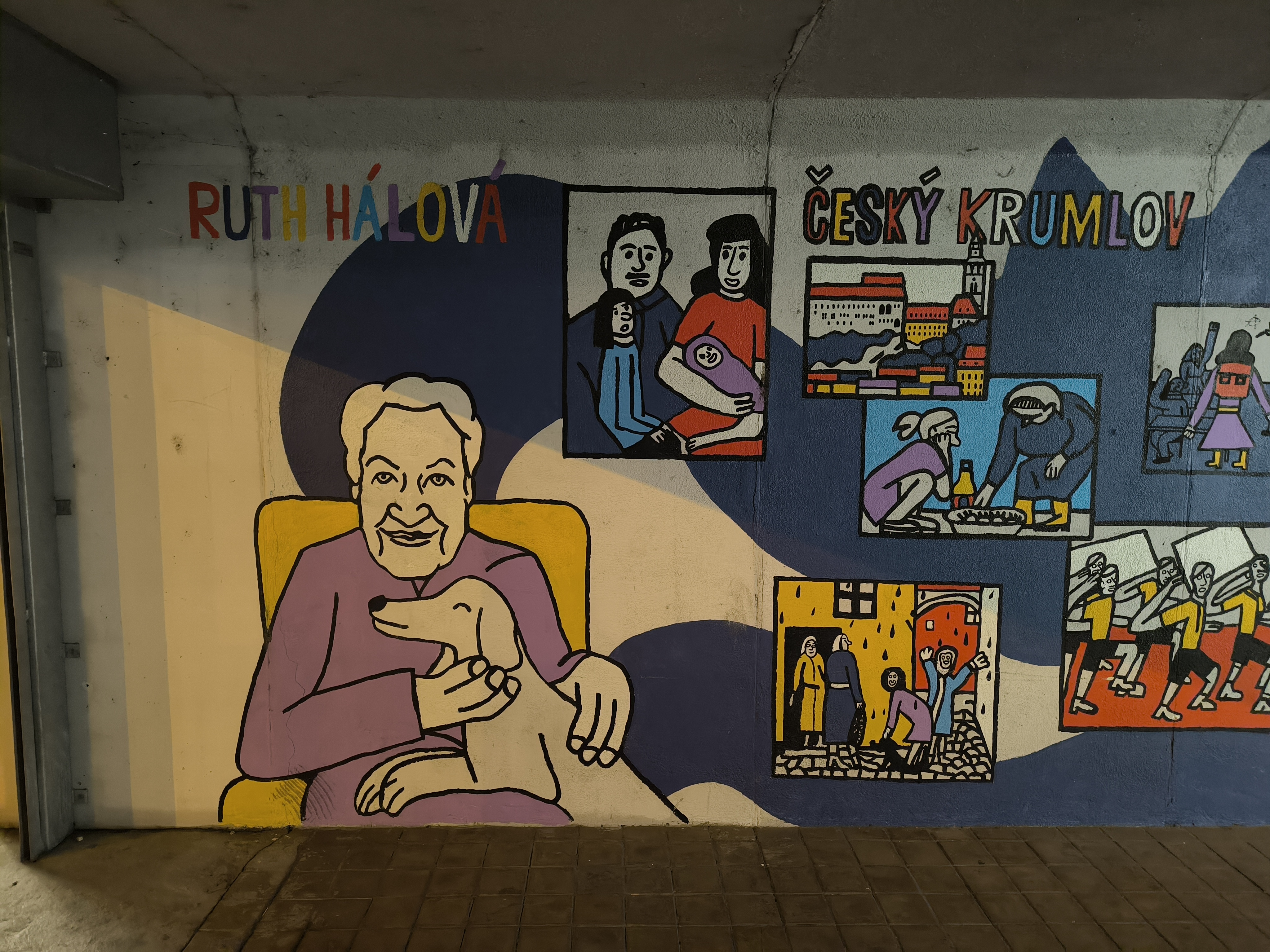
Nástěnná malba o životě Ruth Hálové od Magdalény Gurské a Adély Bierbaumer. Podchod v ulici Předmostí v Ústí nad Labem.

- „Jako malá jsem nechtěla chodit spát. Měla jsem totiž pocit, že život je příliš zajímavý na to, abych ho prospala. Ze stejného důvodu jsem později nechtěla ani číst – život je přece příliš cenný na to, abych ho promarnila čtením!"[2]
- „Už odmalička jsem velice obdivovala přírodu. Milovala jsem život a milovala jsem barvy."[2]
- „Dávno jsem přestala věřit na náhody. Existuje vesmírný plán a ten, kdo je jeho autorem, je také jeho dramaturgem a režisérem. My jsme pouze herci na jevišti života."

## Dílo
- Ruth Hálová: Jen z Boží milosti, Český Krumlov 2005

- Prašnóttara Váhiní, vydala Ruth Hálová, 2003

- Myšlenka pro každý den, 1008 výroků Bhagavána Šrí Satja Sáí Báby, vydala Ruth Hálová a Marie Nováková, 2003